# Medophron recurvus
Medophron recurvus là một loài tò vò trong họ Ichneumonidae.